# Vivir Quintana
Pour les articles homonymes, voir Quintana.
Vivir Quintana, née Viviana Monserrat Quintana Rodríguez à Francisco I. Madero, Coahuila en 1985, est une chanteuse et compositrice mexicaine. Elle a écrit Chanson sans peur (Canción sin miedo), devenue un hymne féministe contre les violences faites aux femmes et les féminicides.

## Biographie
Viviana Montserrat Quintana Rodríguez est née à Francisco I. Madero, Coahuila, au Mexique, en 1985. Ses parents sont Gloria Rodríguez, enseignante en sciences sociales et géographie et Tomás Quintana, professeur de mathématiques. Elle a deux frères.
Elle est issue d'une famille de musiciens, sa grand-mère étant également chanteuse mais n'ayant pas poursuivi sa carrière dans la musique en raison de l'opposition de ses parents. Quintana commence à jouer de la guitare à l'âge de 12 ans. Elle apprend ses premiers accords dans un parc communautaire. Elle prend conscience qu'elle sait chanter à cet âge-là, lorsqu'elle interprète la chanson Paloma Negra de Tomás Méndez.
À l'âge de 17 ans, elle commence ses études universitaires à l'Escuela Superior de Música de Saltillo à Coahuila. Elle est également diplômée d'une licence d'espagnol à l'Escuela Normal Superior del Estado de Coahuila. Pendant trois ans, elle est professeur d'espagnol dans le secondaire où elle utilise la musique comme outil pédagogique. Durant cette période, elle se produit également dans différents bars,,.

## Carrière musicale
La musique de Vivir Quintana est un mélange de musique mexicaine[pas clair] et de folk. Elle a composé plus de 150 chansons et est montée sur scène avec des chanteurs renommés tels que Armando Manzanero, Mauricio Díaz Hueso et Inma Serrano. Ses chansons abordent des thèmes récurrents comme l'amour, mais elles traitent également des féminicides, en particulier les cas qui n'ont pas encore obtenu justice. La chanteuse a déclaré que son processus créatif consistait à écrire la musique et les paroles de ses chansons en même temps,.
En 2004, elle a été sélectionnée pour représenter le Mexique au Festival international des arts en Europe : en Belgique, en Italie et aux Pays-Bas.
Vivir Quintana est l'une des fondatrices du projet Las Hijas de Libertina Hernández, un collectif qui cherche à faire entendre les voix et les œuvres de chanteuses et d'artistes féminines,.
Elle a également réalisé le projet Rosita Alvirez, maté a Hipólito, avec le soutien du Programa de Estímulo a la Creación y Desarrollo Artístico de Coahuila, qui se compose d'une série de corridos racontés à la première personne et traitant de cas de femmes ayant assassiné leurs agresseurs dans un contexte de légitime défense,.
En 2020, elle fait partie de la liste de Forbes México's, 100 Creative Mexicans.

### Canción sin miedo
Vivir Quintana a composé Canción sin miedo ("Chanson sans peur") sur commande de Mon Laferte, qui devait se produire à Mexico le 7 mars 2020, dans le cadre du festival musical Tiempo de Mujeres, Festival por la Igualdad, à l'occasion de la journée internationale des droits des femmes,. La chanson est d'ailleurs devenue virale avant sa représentation publique au festival. Elle est aujourd'hui devenu un hymne féministe dans toute l'Amérique hispanique, chantée lors de diverses manifestations féministes.
Le clip de Canción sin miedo a été vu plus de 25 millions de fois sur YouTube.
Canción sin miedo figure dans le générique du film documentaire Netflix Les trois morts de Marisela Escobedo, racontant l'histoire de Marisela Escobedo Ortiz, une mère originaire Ciudad Juárez (Chihuahua) qui a été assassinée alors qu'elle demandait justice pour le meurtre de sa fille, Rubí Frayré.

## Discographie

### Singles
- Enamorada, 2018
- La Casita de la Selva, 2019
- Yo Te Espero, 2019
- Huracán Kathy, 2020, avec Silvia Palumbo & Desbandadas
- Canción Sin Miedo, 2020 avec Mon Laferte
- No Estás Sola - Llamadas de Emergencia, 2020, avec Snowapple & El Palomar
- Llora Llora, 2021, avec La Catrina Son System & Nana Mendoza

### Compilations
- Yo Vengo a Ofrecer Mi Corazón, 2020 dans Las Voces de Latinoamérica
- Gracias a La Vida, 2020, dans Las Voces de Latinoamérica